# Campionati del mondo di atletica leggera 2005 - Salto con l'asta femminile
La gara di salto con l'asta femminile ai Campionati del mondo di atletica leggera di Helsinki 2005 si è disputata nelle giornate del 7 agosto (qualificazioni) e 12 agosto (finale).

## Podio
| Posizione | Atleta            | Paese     |
| --------- | ----------------- | --------- |
| Oro       | Yelena Isinbayeva | Russia    |
| Argento   | Monika Pyrek      | Polonia   |
| Bronzo    | Pavla Hamáčková   | Rep. Ceca |

## Risultati

### Qualificazioni
Qualificate 13 atlete. Dato che non si era raggiunto il numero minimo di 12 atlete che avevano superato la misura di qualificazione di 4,45 m, sono state ammesse anche alcune delle atlete che avevano superato 4,40 m (con gli ex aequo si è arrivati a 13).
Gruppo A
1. Anna Rogowska,  Polonia 4,45 m Q 

2. Jillian Schwartz,  Stati Uniti 4,45 m Q 

2. Tatyana Polnova,  Russia 4,45 m Q 

4. Caroline Hingst,  Germania 4,45 m Q 

5. Vanessa Boslak,  Francia 4,40 m q 

6. Tracy O'Hara,  Stati Uniti 4,40 m q 

6. Naroa Agirre,  Spagna 4,40 m q  

8. Janine Whitlock,  Regno Unito 4,40 m 

9. Thórey Edda Elisdóttir,  Islanda 4,15 m 

9. Takayo Kondo,  Giappone 4,15 m 

9. Kirsten Belin,  Svezia 4,15 m 

12. Melina Hamilton,  Nuova Zelanda 4,15 m 

13. Natalya Kushch,  Ucraina 4,15 m 

14. Kelsey Hendry,  Canada 4,00 m 

14. Zhao Yingying,  Cina 4,00 m
Gruppo B
1. Monika Pyrek,  Polonia 4,45 m Q 

1. Yelena Isinbayeva,  Russia 4,45 m Q 

3. Gao Shuying,  Cina 4,45 m Q  

4. Dana Ellis,  Canada 4,40 m q 

4. Pavla Hamáčková,  Rep. Ceca 4,40 m q 

6. Tatiana Grigorieva,  Australia 4,45 m q 

7. Fabiana Murer,  Brasile 4,40 m  

8. Stacy Dragila,  Stati Uniti 4,40 m 

9. Anzhela Balakhonova,  Ucraina 4,15 m 

9. Krisztina Molnár,  Ungheria 4,15 m 

9. Afroditi Skafida,  Grecia 4,15 m 

12. Elisabete Tavares,  Portogallo 4,00 m 

13. Teja Melink,  Slovenia 4,00 m 
- Anna Fitidou,  Cipro nm
- Nadine Rohr,  Svizzera nm

### Finale
| Posizione | Nome               | Nazione     | 4,00 | 4,20 | 4,35 | 4,50 | 4,60 | 4,70 | 4,75 | 5,01 | Misura (m) | Note                                     |
| --------- | ------------------ | ----------- | ---- | ---- | ---- | ---- | ---- | ---- | ---- | ---- | ---------- | ---------------------------------------- |
| 1         | Yelena Isinbayeva  | Russia      | -    | -    | -    | o    | o    | o    | -    | xo   | 5,01       | Record mondiale                          |
| 2         | Monika Pyrek       | Polonia     | -    | o    | o    | xo   | o    | xx-  | x    |      | 4,60       |                                          |
| 3         | Pavla Hamáčková    | Rep. Ceca   | -    | xo   | o    | o    | xxx  |      |      |      | 4,50       |                                          |
| 4         | Tatyana Polnova    | Russia      | -    | o    | o    | xxo  | xxx  |      |      |      | 4,50       | Miglior prestazione personale stagionale |
| 5         | Gao Shuying        | Cina        | xo   | o    | xo   | xxo  | xxx  |      |      |      | 4,50       | Miglior prestazione personale stagionale |
| 6         | Dana Ellis         | Canada      | -    | o    | o    | xxx  |      |      |      |      | 4,35       |                                          |
| 6         | Anna Rogowska      | Polonia     | -    | -    | o    | xxx  |      |      |      |      | 4,35       |                                          |
| 8         | Vanessa Boslak     | Francia     | -    | xo   | xo   | xxx  |      |      |      |      | 4,35       |                                          |
| 9         | Naroa Agirre       | Spagna      | o    | o    | xxo  | xxx  |      |      |      |      | 4,35       |                                          |
| 10        | Caroline Hingst    | Germania    | xo   | o    | xxo  | xxx  |      |      |      |      | 4,35       |                                          |
| 11        | Jillian Schwartz   | Stati Uniti | -    | xo   | xxx  |      |      |      |      |      | 4,20       |                                          |
| 12        | Tatiana Grigorieva | Australia   | o    | xxx  |      |      |      |      |      |      | 4,00       |                                          |
| —         | Tracy O'Hara       | Stati Uniti | -    | xxx  |      |      |      |      |      |      | nm         |                                          |